# Sahara Hotnights
Sahara Hotnights es una banda de rock originaria de Robertsfors, Suecia. Su estilo incorpora elementos de garage rock, power pop y punk. Mientras que en Australia, Josephine Forsman apuesta a un caballo llamada Sahara Hotnights y llevó ese nombre a su banda.

## Historia
La banda se formó entre los años 1991/1992, por "aburrimiento". En 1995 ganaron un concurso de "batalla de bandas", y fueron premiadas con la oportunidad de grabar sus canciones en un álbum. Su primer EP, Suits Anyone Fine, fue lanzado en 1997, convirtiéndose en un éxito inmediato y ganando por aclamación a la crítica de toda Europa. Poco tiempo después, la banda firmó con el sello discográfico sueco Speech Records, y durante los siguientes dos años, lanzaron tres sencillos más: "Face Wet", "Oh Darling" y "Nothing Yet". En 1999, la banda lanza su primer álbum de estudio de larga duración llamado C'mon Let's Pretend, que obtuvo dos nominaciones a los Grammys.
El EP Drive Slow Dead apareció en abril de 2000, lanzado por el sello BMG, antes del lanzamiento de su segundo álbum Jennie Bomb (llamado así por Jennie Asplund, una de las integrantes del grupo) que fue lanzado en el 2001 (2002 en América). El momento de su lanzamiento coincidió con un aumento del interés por los grupos de rock de Suecia, con bandas como The Hives, The (International) Noise Conspiracy, Mando Diao y The Hellacopters. Las canciones "On Top Of Your World" y "With Or Without Control" fueron lanzados como singles. "Alright Alright (Here's My Fist Where's The Fight?)" aparece en  Cheaper by the Dozen(Doce en casa), Stormbreaker, New York Minute (Muévete, esto es Nueva York) y en la banda sonora de Jackass: The Movie.

## Miembros
- Maria Andersson (nacida el 4 de diciembre de 1981, Umeå, Suecia) – Voz, guitarra.
- Jennie Asplund (nacida el 24 de noviembre de 1979, Robertsfors, Suecia) – Coros, guitarra.
- Johanna Asplund (nacida el 21 de septiembre de 1981, Umeå, Suecia) – Coros, bajo.
- Josephine Forsman (nacida el 20 de mayo de 1981, Umeå, Suecia) – Batería.

## Discografía

### Álbumes
- C'mon Let's Pretend – 1999
- Jennie Bomb – 2001 Mainland Europe / 2002 UK/US
- Kiss & Tell – 2004
- What If Leaving Is a Loving Thing - 2007
- Sparks - 2009
- Sahara Hotnights - 2011

### EP
- Suits Anyone Fine – 1997

### Singles
| 1998 | "Nothing Yet"                                         | —  |
| 1998 | "Face Wet"                                            | —  |
| 1998 | "Oh Darling!"                                         | —  |
| 1999 | "Push On Some More"                                   | —  |
| 1999 | "Drive Dead Slow"                                     | —  |
| 2000 | "Quite a Feeling"                                     | —  |
| 2001 | "Alright Alright (Here's My Fist Where's the Fight?)" | —  |
| 2001 | "On Top of Your World"                                | 28 |
| 2001 | "With or Without Control"                             | 33 |
| 2004 | "Hot Night Crash"                                     | —  |
| 2004 | "Who Do You Dance For?"                               | —  |
| 2007 | "Cheek to Cheek"                                      | 10 |
| 2007 | "Visit to Vienna"                                     | 49 |
| 2008 | "In Private"                                          | 7  |
| 2009 | "Japanese Boy"                                        | 59 |